# Janko Sušnik
Janko Sušnik, slovenski zdravnik, * 13. maj 1927, Maribor, † 24. marec 2005, Slovenj Gradec.

## Življenje in delo
Sušnik je leta 1952 diplomiral na Medicinski fakulteti v Ljubljani opravil 1968 specializacijo iz medicine dela na Medicinski fakulteti v Zagrebu ter 1977 doktoriral na ljubljanski MF. Strokovno se je izpopolnjeval v Stockholmu, Dortmundu in Berlinu. Leta 1955 se je zaposlil v zdravstvenem domu na Ravnah na Koroškem, bil njegov direktor, v letih 1969−1993 pa vodil službo za medicino dela, prometa in športa. Leta 1977 je postal docent, 1991 pa redni profesor za medicino dela na MF v Ljubljani, hkrati pa postal predavatelj tega predmeta tudi na Filozofski fakulteti in ALU v Ljbljani.
Sušnik je objavil več kot 50 člankov v domačih in tujih strokovnih revijah in je avtor knjig Ocenjevalna analiza delavnega mesta (1983, v soavtorstvu z drugimi), Položaj in gibanje telesa pri delu (1987), Toplotna obremenitev in obremenjenost (1990) ter Ergonomska fiziologija (1992).